# José María del Rey Caballero
José María del Rey Caballero (Sevilla, 1902-Madrid, 1987), conocido por el pseudónimo «Selipe», fue un abogado y periodista español. 

## Biografía
Nació en Sevilla en 1902. Hijo del también escritor taurino y notario José María del Rey Delgado. Abogado de profesión, a lo largo de su vida también destacó en el ámbito periodístico como crítico taurino. En Sevilla fue miembro del grupo Mediodía, agrupado en torno a la revista del mismo nombre (1926-1929). Durante algún tiempo ejerció como director del diario falangista F.E. de Sevilla. Colaboró con diversos periódicos, como El Correo de Andalucía, ABC, Ya y la Hoja del Lunes de Madrid, así como con las revistas Gaceta Ilustrada y Semana. Llegaría a ser presidente de la peña sevillana de Madrid: "Sevillanos en Madrid". Asimismo, fue autor de diversas obras.
Falleció en Madrid el 7 de diciembre de 1987, a los 85 años.

## Obras
- —— (1928). Nesga, Luz.... Colección Mediodía. Sevilla
- —— (1929). Sevilla, 1929. Colección de reproducciones de dibujos originales de José M.ª del Rey Caballero. Edición Reca.
- —— (1931). Cantar de la Inmaculada. Sevilla
- —— (1934). Los nuevos horizontes económicos. ¿Hacia el término de la crisis mundial?. Sevilla
- —— (1948). Cervantes y la previsión. Suc. de Rivadeneyra.
- —— (1950). María al cielo. Madrid
- —— (1959). Dos artistas frente a frente. Madrid
- —— (1953). Pregón de Semana Santa.
- —— (1955). Sevilla y Pepe Illo. Manuel Soto. Sevilla
- —— (1958). Toros en San Isidro
- —— (1975). La mujer sevillana en la obra de Lope de Vega.[10] Ayuntamiento de Sevilla.